# Hälsingepojkarna
Hälsingepojkarna var en folk- och gammeldansmusikgrupp från Hälsingland med Eric och Wiktor Öst (fiol), Viktor Järnberg (dragspel med pianotangenter) samt James och Ols-David Olsson (fiol resp. piano och dragspel). Gruppen existerade från 1920-talet fram till det sena 1930-talet och gav ut en mängd skivor med äldre folkmusik och egenkomponerade låtar i en egen virtuos stil med inslag av både folkmusik och den då nya gammeldansmusiken. En inspirationskälla var Eric och Wiktors far resp. kusin Jon-Erik Öst. 
Eric och Wiktor Öst samt Viktor Järnberg (den senare under en period gift med Erics syster Anna Öst) ansågs av många vara några av sin tids främsta musiker på respektive instrument. Bröderna James och Ols-David Olsson drev musikaffär i Hudiksvall och den senare var under 1960- och 1970-talen framgångsrik låtskrivare för schlager- och popgrupper som Sten och Stanley. Hälsingepojkarna återuppstod en kort tid med Wiktor och James ersatta av Theodor Olsson och Ivan Ericson, för att spela in en sista skiva 1965.

## Diskografi

### 78-varvare
- 1930- Barndomsminnen, vals (Wiktor Öst) och En spelmans jordafärd, sorgelåt (Wiktor Öst och Eric Öst) (Polyphon X.S 49296)
- 1930 - Hälsingehambo (Davids, Hj) och Järvsöklack, polska (Eric Öst) (Polyphon X.S 49298)
- 1930- Fiolen min, vals (Jon-Erik Öst) och Strömgubben, polska (Wiktor Öst) (Polyphon X.S 49300)
- 1930 - Lundbackavalsen (Carl Fredrik Apelgren) och Ranungspolska nr 3, Ranungens vågor  (Jon-Erik Öst) (Polyphon X.S 49302)
- 1930 - Hammarforsens brus, vals (Albert Brännlund, Ragunda) och Trollens brudmarsch (Pelle Schenell, Gnarp) (Polyphon X.S 49304)
- 1931 - Fjusnäsvalsen (Jon-Erik Hall) och Skogsstämning, polka (Wiktor Öst, Bergsjö) (Homocord 16140)
- 1931 - Den tröstlöse friaren (Karl Fredrik Apelgren) och Ranungspolska nr 2 (Jon-Erik Öst) (Homocord 16141)
- 1931 - Spelmansvalsen (Marino Olsson) och Liv-Antes Polska (efter Anders Lif, Järvsö) (Homocord 16142)
- 1931 - Hälsingepojkarnas marsch (Wiktor Öst) och Davids schottis (Ols-David Olsson, Njutånger) (Homocord 16143)
- 1933 - Friarlåt, vals (Eric Öst) och Harsprånget, hambo (Viktor Järnberg) (Odeon D 2515)
- 1933 - Hälsingar, gånglåt (Eric Öst för filmen Hälsingar) och Glada Nisses hambo (efter "Glada Nisse" Ernst Nikolaus Nilsén) (Odeon D 2539)
- 1935 - Spel-Eriks vals (Eric Öst) och Lagmanshambo (Ols-David Olsson) (Odeon D 2458)
- 1935 - Dunderpolka (Eric Öst) och Njutångersvalsen (Ols-David Olsson, Njutånger) (Odeon D 2459)
- 1935 - Knäppolska (Wiktor Öst) och Mårten Anderssons vals (Odeon D 2481 A)
- 1935 - Bröllopspolkan, polkett (Eric Öst) och Laxöringen, schottis (Viktor Järnberg) (Odeon D 2538)
- 1935 - Gammal hälsingeschottis och Delsbovalsen (Pelle Schenell) (Odeon D 2742)
- 1936 - Vingel-Anders vals (efter Vingel-Anders Hansson, Alfta) och Blacksåspolska (Jonas Olsson,  "Finn-Jonke", Delsbo) (Odeon D 2777)
- 1936 - Bygdegårdsvalsen (J.O. Olsson) och Tomteschottis (J.O. Olsson) (Odeon D 2808)
- 1936 - Vitterbröllop, vals (Valdemar Nordlander) och På kolbotten, polka (J.O. Olsson) (Odeon D 2839)
- 1937 - Upp genom luften (Ols-David Olsson) och Hemma igen (Ols-David Olsson) (Scala 41)
- 1937 - Farfarsvalsen (August Strömberg) och Forsasvängen, hambo (James Olsson) (Scala 56)
- 1937 - Rävstabäcken (Wiktor Öst) och Järvsövalsen (Oscar Bergqvist) (Scala 57)

### Låtar på 78-varvare,EPochLP, okänt år
Hälsingen ("polka av Eric Öst", ursprungl. gånglåt från Galven)

### Låtar påLP
- 1965 - Hälsingeliv (Swedisc SWELP 31 med nyare låtar samt nyinspelningar av låtar från 78-varvare ovan)

Njutångersvalsen (Ols-David Olsson) -  Trollkungen, hambo (Viktor Järnberg) -  Fågelholken, schottis (Eric Öst) -  Glada Nisses hambo -  Logdans i Järvsö, hambo (Theodor Ohlson) -  Dunderpolka (Eric Öst) -  Davids schottis (Ols-David Olsson) -  Lägerlåt från Alfta (Hälsinge regemente) -  Rävstabäckens brus, polska (Wiktor Öst) -  Fästmansgåvan, brudvals -  Snöflingornas dans, polska (Ols-David Olsson) -  Ljugarn, polska (Ivan Ericson) -  Lif Anders polska

## Filmografi
- 1933 – Hälsingar